# Ilisaine Karen David
Ilisaine Karen David -conocida como Zaine- (Jundiaí, São Paulo, 31 de enero de 1977) es una jugadora brasileña de baloncesto que ocupa la posición de pívot.
Fue parte de la Selección femenina de baloncesto de Brasil con la que alcanzó la medalla de bronce en los Juegos Olímpicos de Sídney 2000. En el ámbito sudamericano, junto al seleccionado brasileño ha ganado el Campeonato Sudamericano de Baloncesto de Brasil en 1999, Perú en 2001 y Colombia en 2005; ha participado también en los Juegos Panamericanos de 1999 y en la Copa América de Baloncesto 2005 donde alcanzó la medalla de plata.